# 貞懿独孤皇后
貞懿独孤皇后（貞懿獨孤皇后、ていいどっここうごう、? - 大暦10年10月6日（775年11月3日））は、唐の代宗の貴妃。

## 生涯
隋の名臣独孤楷の玄孫にあたる独孤穎の娘で、祖先の本姓は李氏（鮮卑系）である。
初め、広平王李豫（のちの代宗）の側女を務めた。艶麗な容貌で知られ、寵愛を一身に受けた。代宗が立つと、貴妃に上った。
大暦10年（775年）10月、薨去した。皇后の位を追贈され、「貞懿」と諡された。代宗は悲しみのあまり、3年の間棺を埋葬しなかった。

## 子女
- 李迥（韓王）
- 華陽公主

## 伝記資料
- 『旧唐書』巻52 列伝第2
- 『新唐書』巻77 列伝第2
- 『唐書直筆』
- 『冊独孤穎長女為貴妃文』
- 『独孤季膺墓志』